# NASA Docking System

Test des NDS

Das NASA Docking System (NDS) ist ein Kopplungsmechanismus für Raumfahrzeuge. Es ist der Nachfolger des Low Impact Docking System (LIDS) und kompatibel zum International Docking System Standard (IDSS).

## Funktion
Das NDS ist gemäß dem IDSS ein androgynes Kopplungssystem, bei dem beide Seiten identisch sind. Eine Seite übernimmt dabei die aktive Rolle, während die andere sich passiv verhält. Der Adapter ermöglicht den Austausch von Besatzung, Ladung, Strom und Daten. Der Durchmesser des Durchgangs für die Besatzung beträgt etwa 80 cm. Der aktive Teil besitzt ein Hexapod.

## Entwicklungsgeschichte

### LIDS

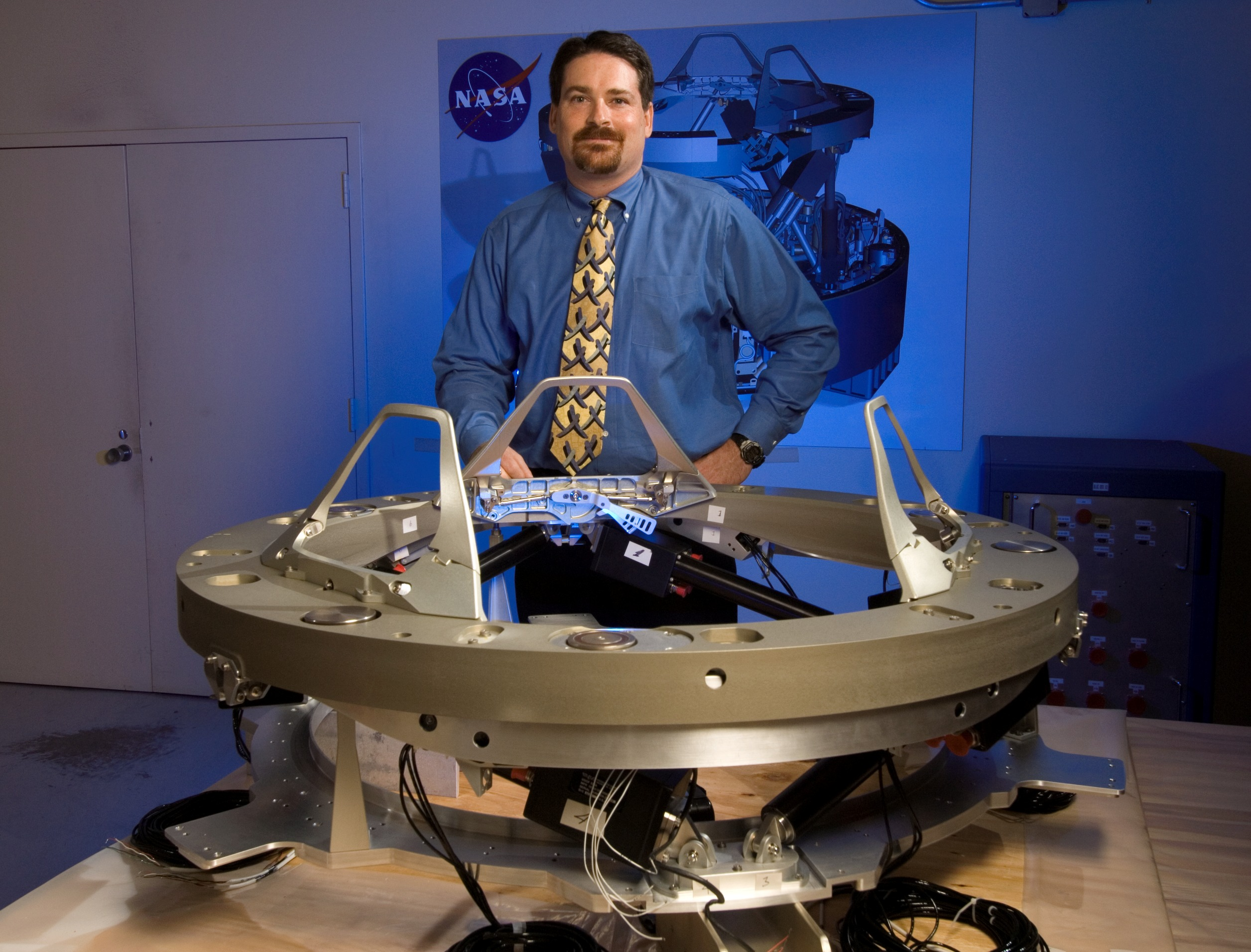
Low-Impact Docking System

Das Low Impact Docking System wurde von Monty Carroll, Ray Morales, Thang Le und James Lewis im Rahmen des Advanced Docking Berthing System Project am Johnson Space Center entwickelt. Die Gruppe arbeitete acht Jahre an dem Kopplungsmechanismus für das 2002 gestoppte X-38 Crew Return Vehicle. Danach sah man in den 2000er Jahren Anwendung innerhalb des Constellation-Programms, mit dem Crew Exploration Vehicle, später umbenannt in Orion.
In Form und Funktion erinnert das LIDS an das sowjetisch/russische APAS-89-System, welches auf der Internationalen Raumstation im Einsatz ist. Es ist aber mit diesem nicht kompatibel. LIDS ist kleiner, leichter und benötigt weniger Kraft um den Kopplungsmechanismus auszulösen als APAS-89. Der Mechanismus selbst ist patentiert.
2009 wurde im Zuge der Space-Shuttle-Mission STS-125 der so genannte Soft Capture Mechanism (SCM) am Hubble-Weltraumteleskop angebracht. Dabei handelte es sich um einen LIDS-Adapter, jedoch ohne die Funktion eines Durchgangs. Der Adapter soll späteren Missionen, sei es zur erneuten Wartung oder zur Entsorgung das leichtere Andocken erlauben.

### IDSS, iLIDS und SIMAC
Im Oktober 2010 wurde der International Docking System Standard (IDSS) unter Public Domain veröffentlicht. Damit wurde ein international einheitlicher Standard geschaffen nach dem jede involvierte Institution oder auch private Raumfahrtfima ihre Adapter konstruieren kann. Auf US-amerikanischer Seite wurde das LIDS-System daraufhin weiterentwickelt und kompatibel zum IDSS umgestaltet. Dies führte zur Bezeichnung iLIDS (international Low Impact Docking System) unter der Überbezeichnung NASA Docking System (NDS).
2012 entschied sich die NASA dann die bisherigen eigenen Arbeiten an dem Adapter im Johnson Space Center auslaufen zu lassen und stattdessen das von Boeing entwickelte Boeing SIMAC-Design (Soft Impact Mating and Attenuation Concept) als NASA Docking System einzusetzen. SIMAC ist ebenfalls kompatibel zum IDSS.

## Einsatz
Das NASA Docking System kommt u. a. an der Internationalen Raumstation zum Einsatz. Dort wurde 2016 mit dem International Docking Adapter (IDA) erstmals ein APAS-95-Koppelstutzen an einem der Pressurized Mating Adapter auf den IDSS-Standard bzw. das NDS-System umgerüstet. 2019 fand die erste Ankopplung eines Raumschiffs, einer Dragon 2 auf der SpX-DM1-Mission, statt.